# Новый Костек
Новый Костек — село в Хасавюртовском районе Дагестана, Россия.
Образует муниципальное образование село Новый Костек со статусом сельского поселения как единственный населённый пункт в его составе.

## География
Село расположено к северо-востоку от районного центра города Хасавюрт.
Ближайшие населённые пункты: северо-востоке — сёла Акнада и Костек, на северо-западе — село Куруш, на юге — село Темираул, на юго-востоке — село Чонтаул, на юго-западе — сёла Байрамаул и Батаюрт, на востоке — село Садовое.

## История
Село образовано в 1958 году переселенцами из села Чкалово Шурагатского района (в 1944 году были переселены из села Санамахи Левашинского района). До 1993 года входило в состав Костековского сельсовета и являлось вторым отделением совхоза "20 лет Октября". В 1990-1991 годах между селом Новый Костек и Костек произошел межэтнический конфликт (причина выделение земельных участков кумыкским семьям Костека на территории Нового Костека), приведщий к разделению сельсовета и совхоза по национальному признаку.

## Население
| 1970  | 1989  | 2002  | 2010  | 2012  | 2013  | 2014  |
| ----- | ----- | ----- | ----- | ----- | ----- | ----- |
| 1597  | ↗2189 | ↗3736 | ↗4524 | ↗4659 | ↗4759 | ↗4871 |
| 2015  | 2016  | 2017  | 2018  | 2019  | 2020  | 2021  |
| ↗5011 | ↗5189 | ↗5294 | ↗5421 | ↗5549 | ↗5711 | ↘5502 |
| 2023  | 2024  | 2025  |       |       |       |       |
| ↗5704 | ↗5836 | ↗5975 |       |       |       |       |